# チューニング・メーター

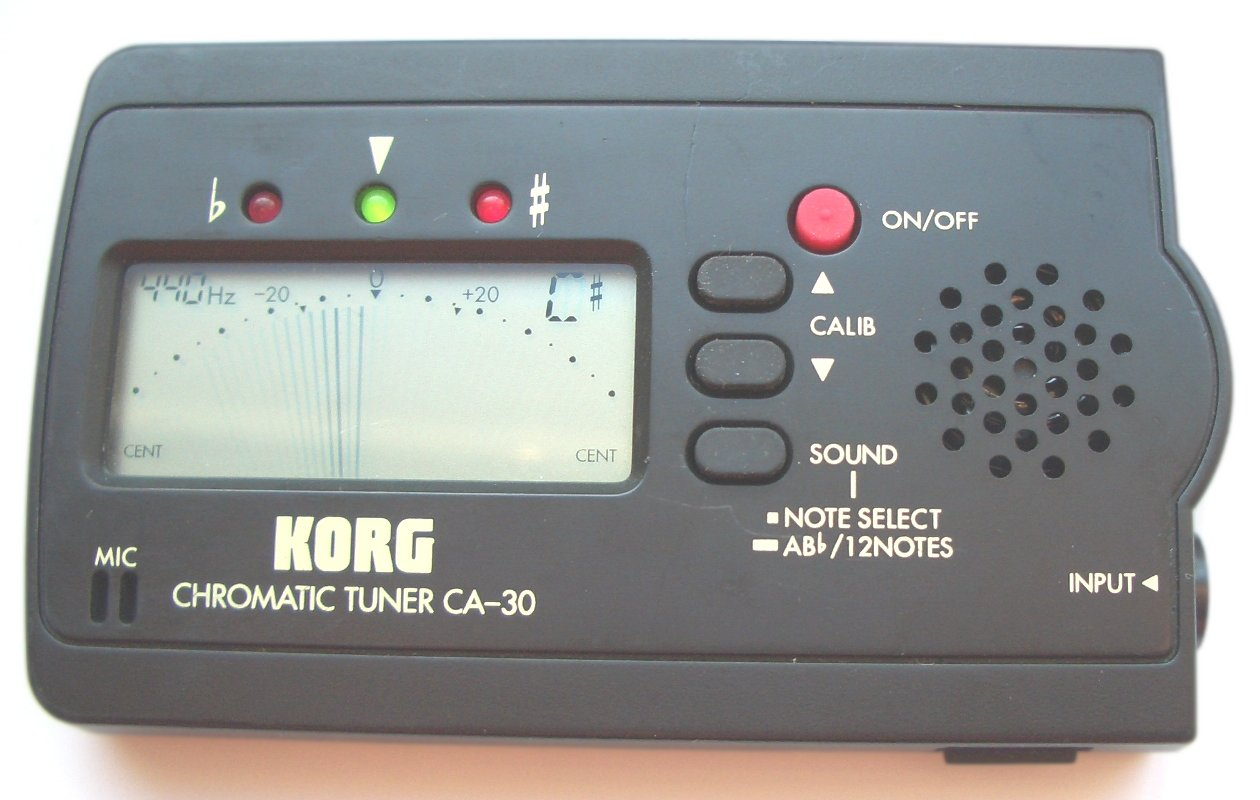
クロマチック・チューナー（コルグ製）

チューニング・メーターとは、楽器を調律するための電子機器である。入力されたピッチと基準音の差を視覚化して表示し、それを元に調律を行う。
近年ではスマートフォン等のモバイルアプリケーションとして、従来のチューニング・メーターと同等、またメトロノーム機能などを付加したソフトウエアが数多く存在する。
「チューナー」とも呼称する場合があるが、弦楽器の場合、糸巻きと混同する場合があるため注意が必要である。

## 解説
音の入力にはいくつかの方法がある。
- 電気楽器のピックアップ等の出力から直接入力する。
- チューニング・メーター内蔵のマイクロフォンで音を拾う。
- コンタクトマイクを使って楽器の振動数を測る。コンタクトマイクとクリップが内蔵された製品と外付けクリップ型専用マイクをケーブルで取り付ける製品がある。

これらにより入力された音が望ましい音高かどうかを判断し、調律を行う。
多くの機種は基準音を出力でき、その音を耳で聞きながら実際の楽器の音と比較して調律することもできる。ほかにもメトロノームなどの機能を搭載している機種もある。電気、電子楽器用の物では信号経路の途中に割り込ませることが出来るように、出力端子がついている。

## 構造

### ストロボ式
円周上に縞模様が描かれた円盤を同期モーターで一定速度に回転させておき、この円盤を音の振動に合わせて高速で点滅するストロボスコープで照らす。円盤の回転数と音の周波数が一致している場合はストロボ効果により縞模様が止まって見えるが、周波数がずれると縞模様がゆっくり回転しているように見えるので、縞模様が止まって見えるようにピッチを調整することで正確な音程が得られる。針式のチューニングメーターに比べて細かい精度でピッチを測定できる反面、構造上どうしても大型になるため、個人用としてはあまり使われず、スタジオの設備や工場の検査用機器として使われることが多い。

### 針式
水晶振動子から得られたクロックを基準とし、入力した音の振動周期と基準音の相違を演算し、その結果を針やLEDランプ、液晶画面などに出力する。この方式のチューニングメーターは京王技研工業（現・コルグ）が1975年に世界で初めて発売した。ストロボ式よりも小型軽量化が容易で、個人用として広く使われている。

## ギター・ベース用チューニング・メーター

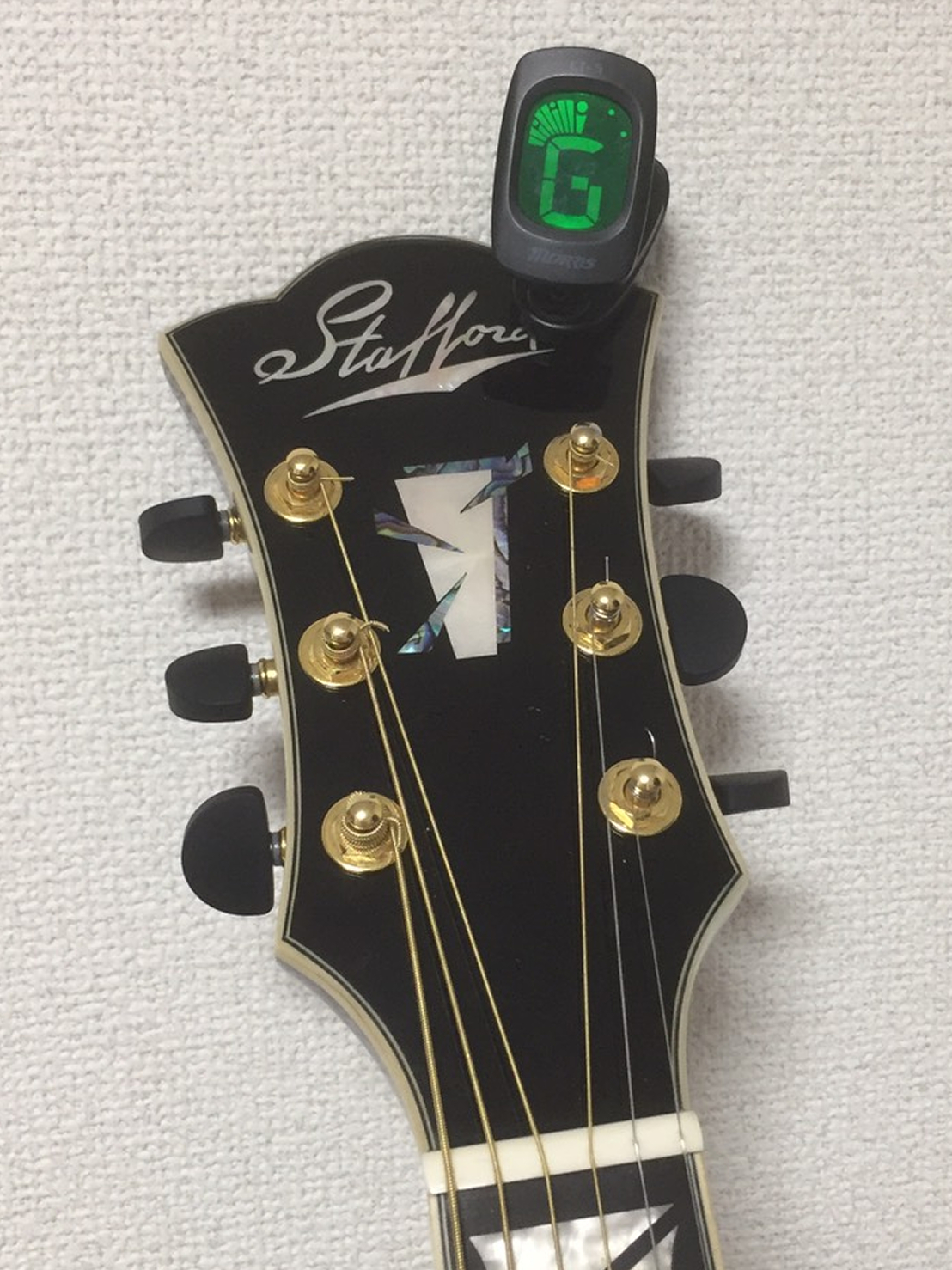
ギター用クリップチューナー。3弦が正しい音程であることを示している

ギター用チューニング・メーターはシールドケーブルを差すための入力ジャックが多くの場合備わっており、物によっては出力ジャックを備えているものもある。出力端子のあるギター/ベースの場合には通常、出力ジャックからチューニング・メーターの入力ジャックまでケーブルで結んで調律を行う。ギター/ベースに出力ジャックがない場合にはチューニング・メーター内蔵のマイクロフォンで音を拾うためチューニング・メーターをギターの近くに設置して調律を行うが、調律の感度は悪くなるため合わせづらくなる。
調律は開放弦を基準として行う。ギターとベースは同じチューニング・メーターを用い、楽器（ギター/ベース）とどの弦を調律するかをスイッチで切り替えて調律を行うか、最近の多くの製品では入力された音に対する適切な弦を自動的に判断する（オートモード）。また殆どの場合、♭（半音下げ）と♯（半音上げ）を選択できるため、半音下げチューニングやオープン・チューニングにも対応している。
調律の度合いはアナログの針であったり、モノクロ液晶表示の針であったり、LEDランプで示される（以降説明上は「針」で統一する）。調律が合った状態になると針が真ん中になる。逆に針が左に傾いていると低く、右に傾いていると高い事を示している。チューニングが合っていない場合には、一度弦を緩めてから音を出しつつだんだん弦の張りを強くして針を真ん中に合わせる。
チューニング・メーター機能はエフェクター（特にマルチエフェクター）に内蔵されているものも多く、ステージ上でギターの結線を変えることなく迅速に調律できる。
またギターショップなどでは壁にチューニング・メーターが備え付けられている事もある。

## クロマチック・チューナー
ギターなどの特定楽器の開放弦の調律だけでなく、1オクターブに含まれる12の半音全てについて調律できるものを特にクロマチック・チューナーと呼ぶ。一台でいろいろな種類の楽器を調律したり、ギターなどの楽器で変則チューニングを行うのに適している。基準音の絶対音高（標準: A=440Hz）を変えられるようになっているものも多い。

## 日本国内の有力なメーカー
- コルグ
- ボス（ローランド）
- セイコー
- ヤマハ